# Resiquimod
Resiquimod (R848) (Hersteller Spirig Pharma) ist ein noch in der Entwicklung befindlicher Arzneistoff aus der Gruppe der Immunmodulatoren (immune response modifier, IRM), der in der Behandlung von kleinem, oberflächlichem Basalzell-Hautkrebs (Weißer Hautkrebs; Basaliom), aktinischer Keratose, dem kutanen T-Zell-Lymphom und Feigwarzen (Condylomata acuminata) eingesetzt werden soll.
Es handelt sich bei Resiquimod um eine niedermolekulare Verbindung (small molecule).

## Klinische Angaben

### Anwendungsgebiete (Indikationen)
Resiquimod wird derzeit in verschiedenen Indikationen geprüft, in erster Linie zur Behandlung der aktinischen Keratose. Aber auch bei Herpes-simplex-Virusinfektionen (Genitalherpes) wird es getestet, darüber hinaus wird die Wirksamkeit als Adjuvans in der Therapie anderer viraler Erkrankungen, wie beispielsweise Hepatitis C studiert.

### Laufende Studien
Prospektive, randomisierte, teilweise verblindete, teils plazebokontrollierte multizentrische klinische Prüfung zur Untersuchung der geeigneten Dosierung, der Sicherheit, Verträglichkeit und Wirksamkeit eines äußerlich anwendbaren Resiquimod-Gels bei Patienten mit multiplen Läsionen einer aktinischen Keratose.

## Wirkungsmechanismus (Pharmakodynamik)
Resiquimod bindet an zwei Toll-like-Rezeptoren TLR7 und TLR8 und gilt als Nachfolgesubstanz des zugelassenen Imiquimod, welches einen ähnlichen, aber schwächeren Wirkmechanismus besitzt und nur an TLR7 bindet.

## Geschichtliches
Resiquimod wurde von 3M Drug Delivery Systems entwickelt und 2010 an das schweizerische Pharmaunternehmen Spirig Pharma AG auslizenziert.